# Paul Cauwès
Paul Cauwès, född 3 maj 1843 i Paris, död 28 april 1917 i Versailles, var en fransk rättshistoriker och nationalekonom.
Cauwès blev 1867 extra ordinarie professor (agrégé) i rättsvetenskap i Nancy och var 1873-1913 professor i Paris, där han även undervisade i nationalekonomi, tills han 1882 blev professor i fransk rättshistoria i samma stad. Förutom ett stort antal rättsvetenskapliga och historiska avhandlingar är han särskilt känd för det stora och betydelsefulla verket Cours d'économie politique (1879–80; tredje upplagan, fyra band, 1892–93), i vilken han kritiserar den då i Frankrike förhärskande Manchesterskolan utifrån en ståndpunkt, som närmar sig den tyska historiska riktningens. Tillsammans med bland andra Charles Gide var han en av utgivarna av den ansedda Revue d'économie politique, som är den moderna franska nationalekonomiska oppositionens vetenskapliga huvudorgan, samtidigt med att den lämnade plats för alla riktningar inom vetenskapen.